# Ankouna
Ne doit pas être confondu avec Gankouna.
Ankouna est une localité située dans le département de Pensa de la province du Sanmatenga dans la région Centre-Nord au Burkina Faso.

## Géographie
Importante localité au centre du département, Ankouna est situé à 12 km au nord-est du chef-lieu du département Pensa et à environ 60 km au nord-est de Barsalogho.

## Économie
Basée sur l'agro-pastoralisme, l'économie d'Ankouna repose également sur l'activité de son marché, l'un des plus importants du secteur.

## Éducation et santé
Ankouna accueille un centre de santé et de promotion sociale (CSPS) tandis que le centre médical avec antenne chirurgicale (CMA) se trouve à Barsalogho et que le centre hospitalier régional (CHR) est à Kaya.
Ankouna possède deux écoles primaires publiques.